# Silene bellidifolia
Silene bellidifolia là loài thực vật có hoa thuộc họ Cẩm chướng. Loài này được Juss. ex Jacq. miêu tả khoa học đầu tiên năm 1777.